# David Astals Barrera
David Astals Barrera (nascut el 13 de desembre de 2001) és un futbolista català que juga com a migcampista ofensiu al CE Sabadell FC.

## Carrera de club
Nascut a Bienvenida, Badajoz, Extremadura, Astals es va traslladar a Sabadell, Catalunya amb només dos mesos d'edat per un problema familiar, i es va incorporar a l'equip juvenil del CE Sabadell FC després de representar el CA Polinyà. Va debutar amb el filial el 22 de desembre de 2019, jugant els últims 31 minuts en una derrota a la Segona Catalana per 0-1 contra el CE Sallent.
Astals va debutar amb el primer equip el 19 de setembre de 2020, entrant com a substitut tardà d'Héber Pena en una derrota per 1-2 contra el Rayo Vallecano al campionat de Segona Divisió; en fer-ho, es va convertir en el primer jugador nascut al segle XXI en debutar amb el club. Tres dies després, va renovar el seu contracte amb el club per dues temporades més.